# 1874 dans les chemins de fer
Chronologie des chemins de fer
1873 dans les chemins de fer - 1874 - 1875 dans les chemins de fer

## Évènements

### Janvier
- 31 janvier.  Espagne :   rachat de la Nueva Compañia del Ferrocarril de Alar a Santander par la Compañia de los Caminos de Hierros del Norte pour la somme de 92 702 000 reales.

### Février
- 1er février.  France :   mise en service du tramway (hippomobile) du Havre[1].

### Avril
- 15 avril.  France :   mise en service de la ligne Falaise - Berjou.

- 29 avril.  France :   décret impérial (Colonie : Algérie), déclarant d'utilité publique la section de ligne d'Arzew à Saïda, et confirmant la concession attribuée à la Compagnie franco-algérienne[2].

### Mai
- 25 mai. France : ouverture de la ligne de Tarascon à Saint-Rémy-de-Provence.

## Pendant cette année

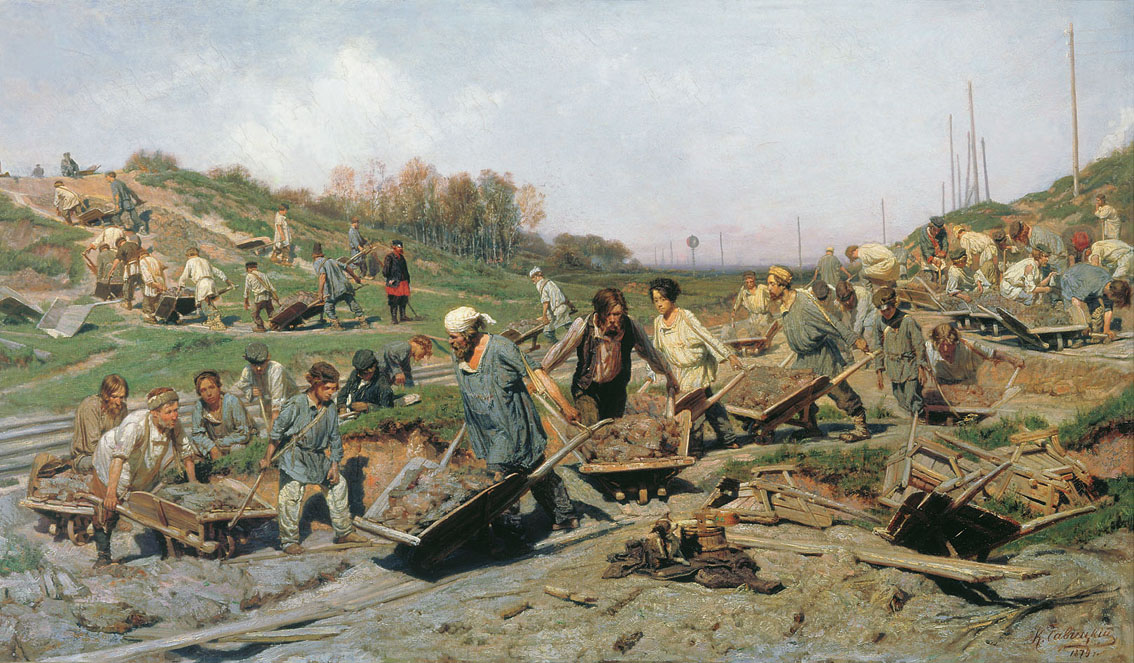
Travaux de réparation sur une ligne de chemin de fer, peinture de Constantin Savitsky exécutée en 1874.

### Juin
- 2 juin.  Suisse :   mise en service de la section Cheseaux-sur-Lausanne-Échallens du chemin de fer de Lausanne à Échallens (compagnie du L-E).

- 17 juin.  Espagne :   mise en service de la section Borja-Vinaixa du chemin de fer de Montblanch à Vimbodi (compañia del ferrocarril de Lerida a Reus y Tarragona).

- 27 juin.  France :    : création de la Compagnie des chemins de fer du Rhône[3]..

- 26 juin.  France :   mise en service du chemin de fer de Lourdes à Pierrefitte-Nestalas (compagnie du Midi).

### Juillet
- 8 juillet.  France :   prolongement de la ligne de Vincennes de Sucy-Bonneuil à Boissy-Saint-Léger.

### Septembre
- 10 septembre.  Royaume-Uni :   accident de train de Thorpe. Deux trains à voyageurs entrent en collision frontale sur une ligne de voie unique près de Norwich en Angleterre ; c'est la collision frontale la plus grave dans l'histoire ferroviaire britannique, avec 25 morts et 75 blessés.

### Décembre
- 18 décembre.  États-Unis :   en Californie, rachat de la Los Angeles & San Pedro Railroad company par le Southern Pacific Railroad compay.